# Américo Marinho
Américo da Silva Marinho (Barreiro, Barreiro, 28 de janeiro de 1913 — 24 de fevereiro de 1997) foi um pintor português.

## Vida e carreira
Américo da Silva Marinho, nascido no Barreiro, no dia 28 de janeiro de 1913, foi um pintor português. Filho de Herculano Marinho e de Albertina Gualdino da Silva Marinho, o artista formou-se na escolha Liceu Camões e Passos de Manuel.
Na Escola de Belas Artes de Lisboa, onde ingressou em 1927 e estudo durante sete anos, era um aluno que se destaca dos demais, conseguindo as mais altas notas.  Autor de inúmeras obras, cuja grande parte são desenhos, Américo Marinho é convidado, em 1930, a participar na Exposição Distrital de Setúbal, onde expõe 13 obras, representando o local onde nasceu, Barreiro.
Em 1930, já ocupava cargos de destaque. O artista era o Desenhador-Chefe do Jornal humorístico de Barreiro, que se chamava, na época, "O Riso de Barreiro". Cinco anos depois, dá início à carreira de professor.
Durante mais três décadas, participa em inúmeras exposições pelo continente, ganhando diversos prémios e distinções que marcaram a sua carreira. Conhecido como um exímio desenhista, muitos dos desenhos feitos apenas com um lápis ou caneta esferográfica num qualquer pedaço de papel, Américo Marinho chegou a contribuir inclusive para outros artistas, como as xilogravuras de Manuel Cabanas.
A 19 de julho de 1961, foi agraciado com o grau de Oficial da Ordem da Instrução Pública.
Desde retratos de família a amigos, realizava os seus desenhos muitas vezes nas viagens de barco para Lisboa. Os passageiros das viagens também eram alvos do artista. 139 obras foram doadas pelo próprio Américo à Câmara Municipal de Barreiro em 1996. O artista morreu um ano depois, no dia 24 de fevereiro de 1997.

## Prémios
- Prémio Lupi 1959[5]

## Toponímia
- Rua Américo da Silva Marinho — Freguesia do Lavradio, Barreiro.[6]